# Tuli Márquez de la Nogal
Tuli Márquez de la Nogal (Barcelona, 1962) és un periodista i escriptor català. Llicenciat en periodisme per la Facultat de Ciències de la Informació de la Universitat Autònoma de Barcelona, ha treballat com a guionista per Televisió de Catalunya. També va dedicar-se a la música i a la promoció televisiva i cinematogràfica. El març 2013 va publicar L'endemà, la seva primera novel·la, amb Edicions del Periscopi. En ella, narra les vivències amb Les Roques, un grup de rock nascut a la dècada del 1980, que ha d'enfrontar-se al que serà, probablement, el seu darrer concert. Segons va afirmar Ignasi Moya a La Vanguardia «L'endemà, més que una novel·la de músics és una exploració de relacions personals: de pares i fills, de germans, de parelles, amics. Personatges que intenten buscar això que solem anomenar un sentit de la vida mentre les seves vides es troben atrapades en una teranyina teixida amb allò que Les Roques significa pera cada un d'ells».

## Obra
- L'endemà, 2013, Edicions del Periscopi, ISBN 978-84-940490-3-3[2]
- La mida dels nans, 2019. Més llibres, ISBN 978-84-17353-16-2
- Les voltes del món, 2023. Alrevés, ISBN 978-84-19615-28-2[4]